# 別列格 (杜布諾區)
50°12′22″N 25°40′8″E / 50.20611°N 25.66889°E
別列格（烏克蘭語：Берег），是烏克蘭的村落，位於該國西北部羅夫諾州，由杜布諾區負責管轄，面積1.8平方公里，海拔高度215米，2001年人口669，人口密度每平方公里372.7人。